# James Young (carrossier)

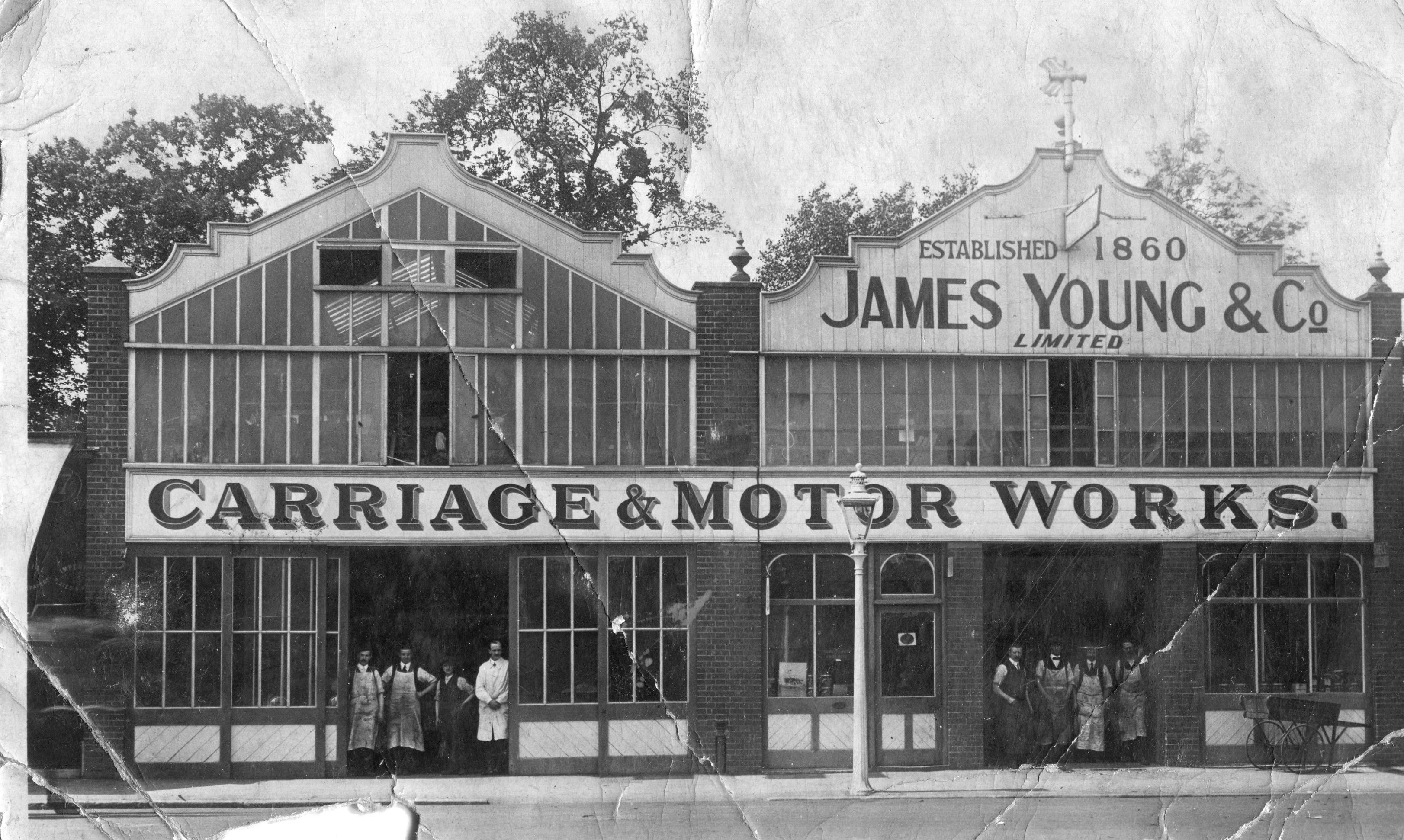
Les ateliers James Young avant la Première Guerre mondiale.

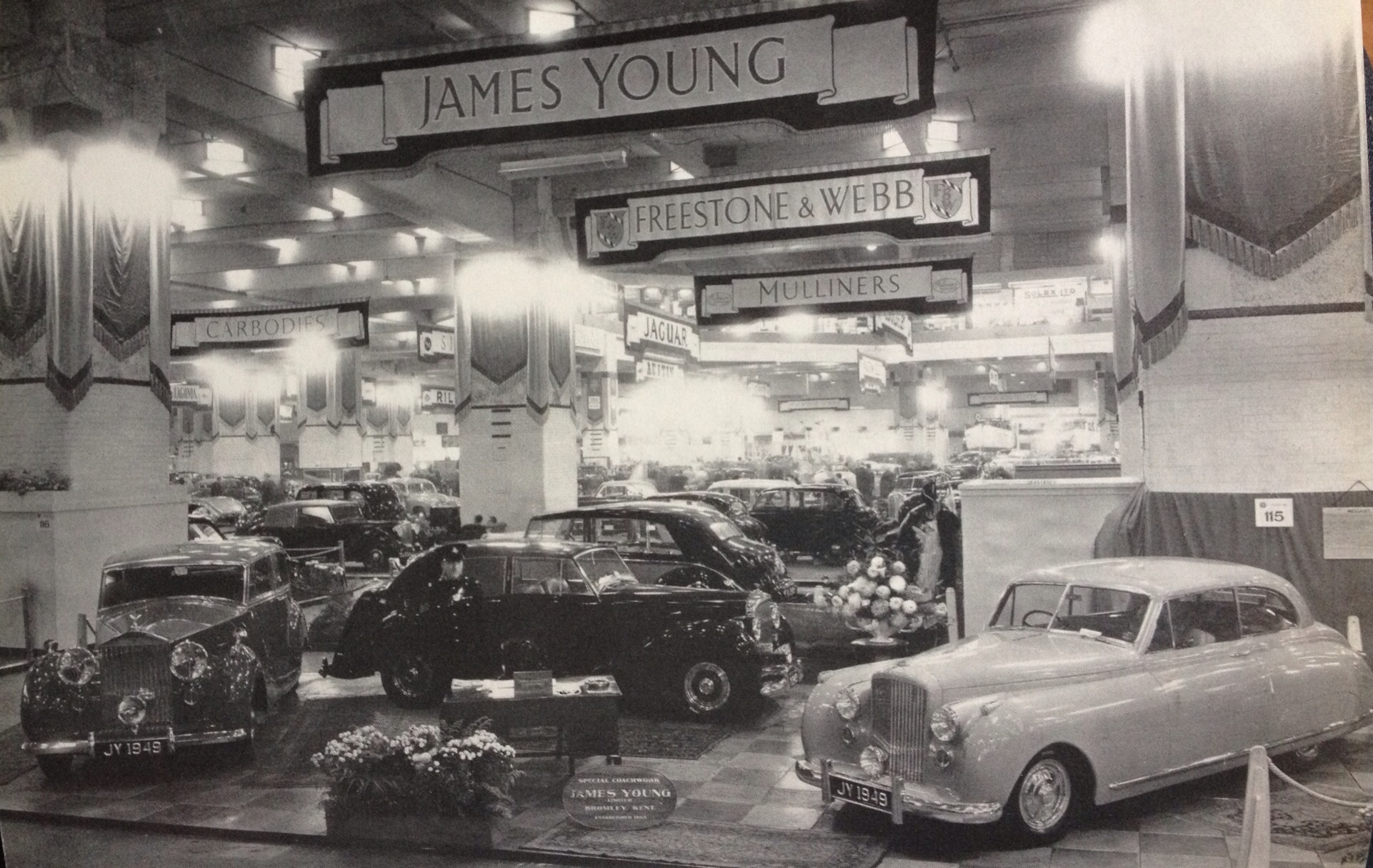
Stand James Young au Salon de l'auto de Londres 1948.

James Young Ltd est un carrossier britannique disparu. L'entreprise a été créée en 1863 sur London Road à Bromley, dans le grand Londres. produisant au début des attelages hippomobiles. 

## Histoire
La première carrosserie de voiture fut conçue en 1908 pour le député local. À partir de 1921, plusieurs voitures Bentley furent carrossées, ainsi que des Alfa Romeo, Sunbeam et Rolls-Royce. La société a connu une croissance suffisante pour avoir son propre stand au Salon de l'automobile de Londres 1925 à l'Olympia. Outre les carrosseries sur commande, James Young a aussi créée des carrosseries standard, notamment pour des modèles Talbot et Sunbeam.
En 1937, la société a été rachetée par le distributeur londonien des Rolls-Royce, Jack Barclay.
Pendant la Seconde Guerre mondiale, elle a construit des composants d'avion, mais l'usine et tous les dossiers furent détruits par les bombardements.
La carrosserie a repris après la guerre et un stand est pris au salon de l'Automobile de 1948. Les dernières carrosseries automobiles (sur le châssis de la Rolls-Royce Phantom V) ont été faites en 1968, après cinquante coupés Rolls-Royce Silver Shadow construits en 1966 et 1967.

## Galerie

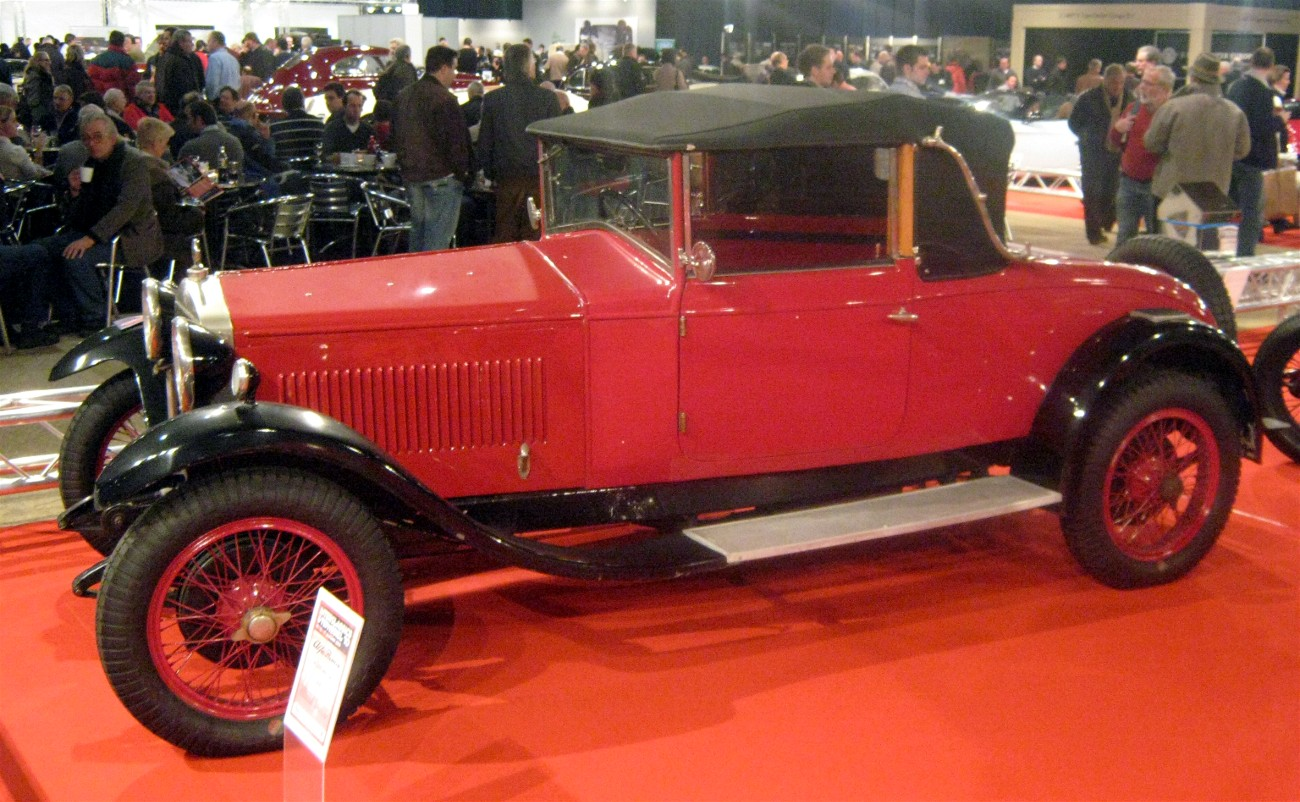
Drophead coupé Alfa Romeo 6C 1500 Normale de 1928
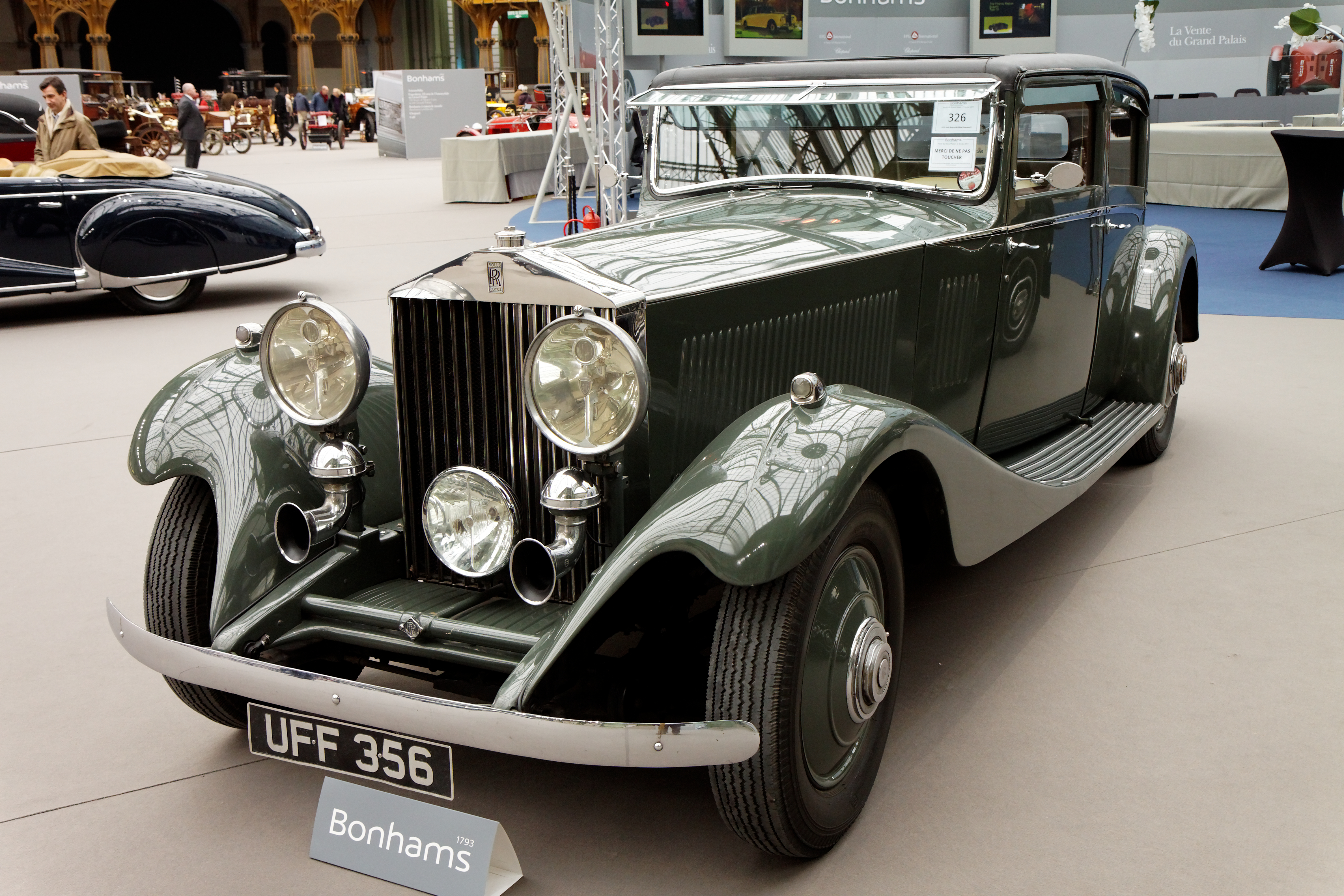
Berline de sport Rolls-Royce Phantom II de 1933
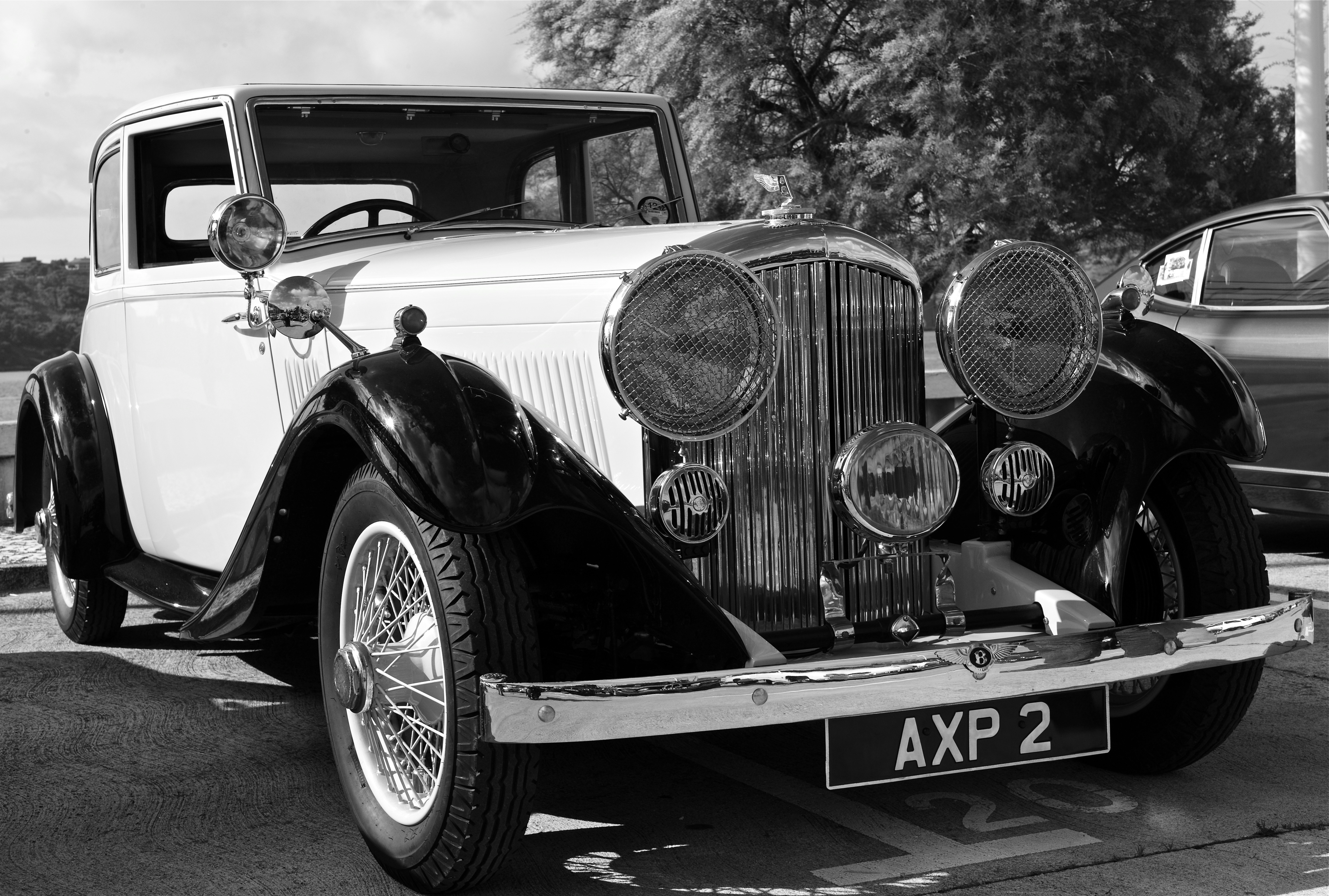
Fixed head coupé 1934 Bentley 3½ Litre
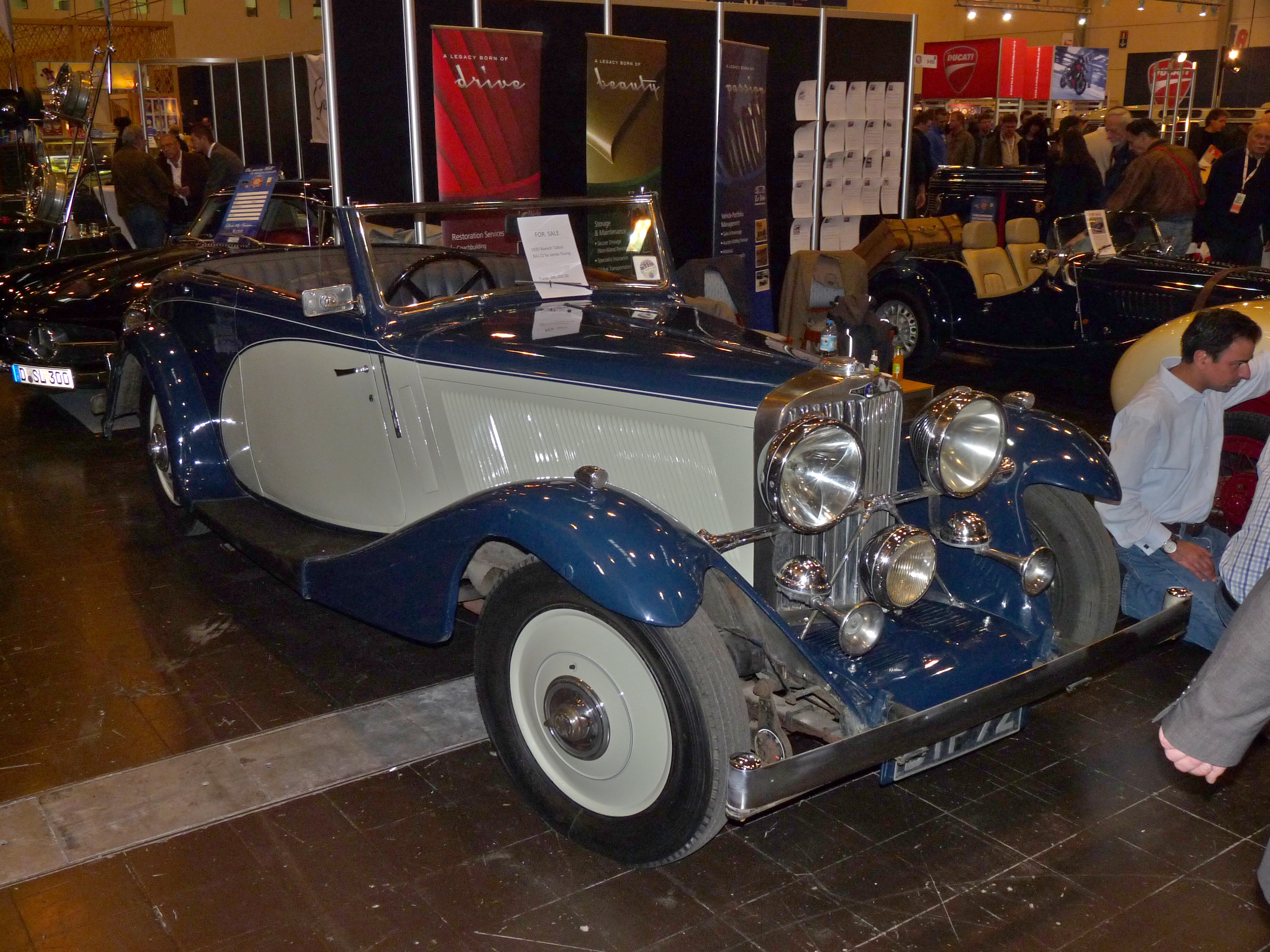
Coupé décapotable Talbot BA110 1935
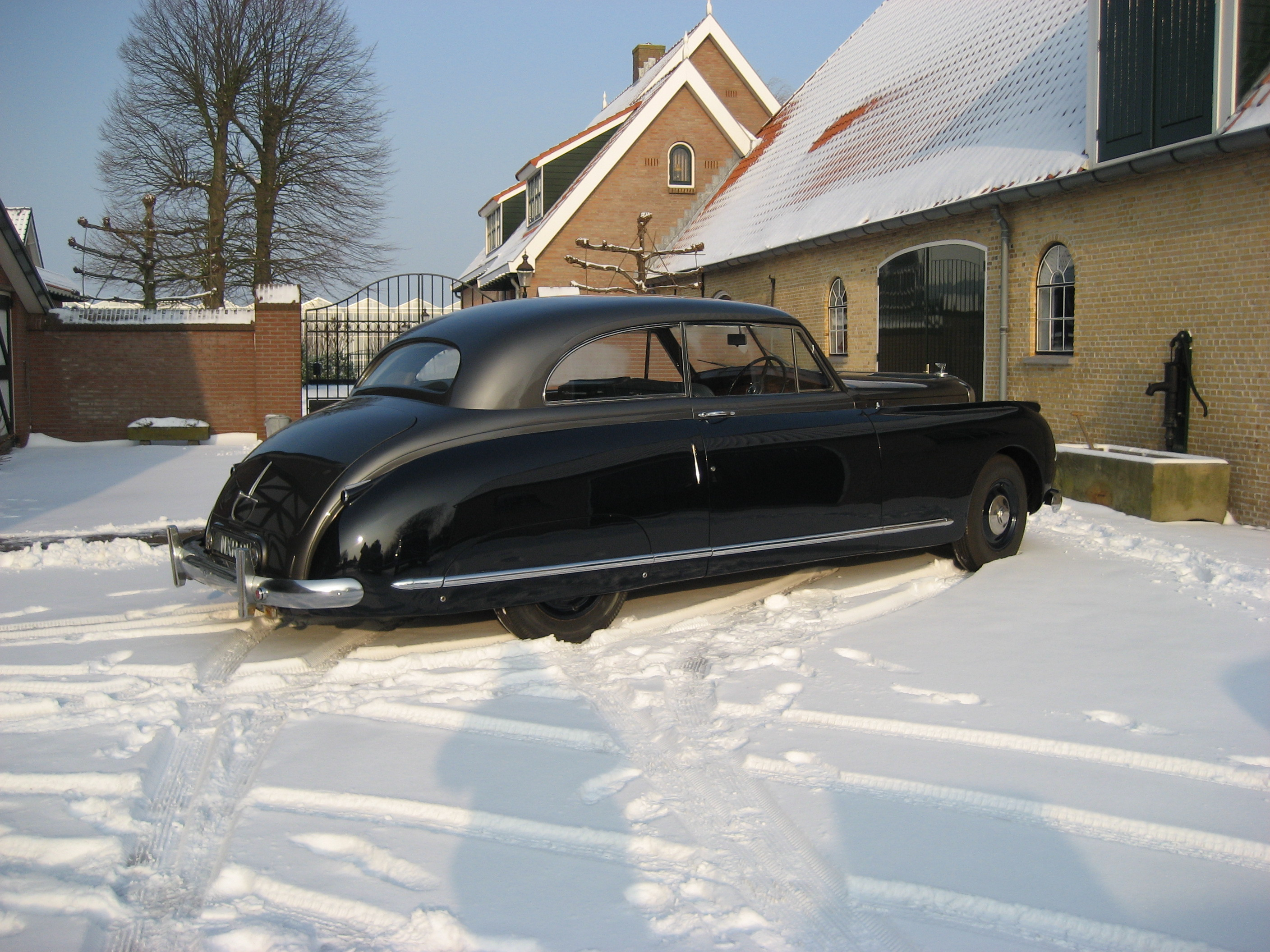
Coupé Bentley Mark VI de 1948
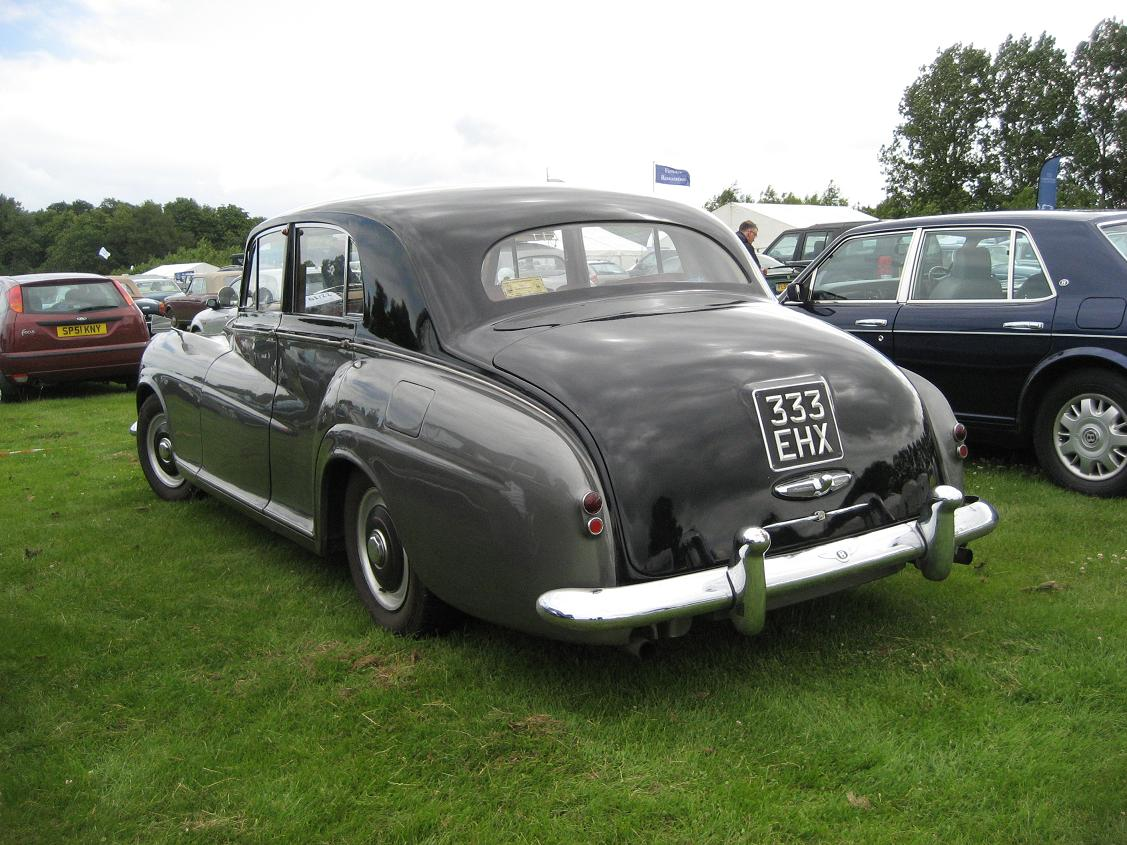
Berline Bentley R-Type de 1954
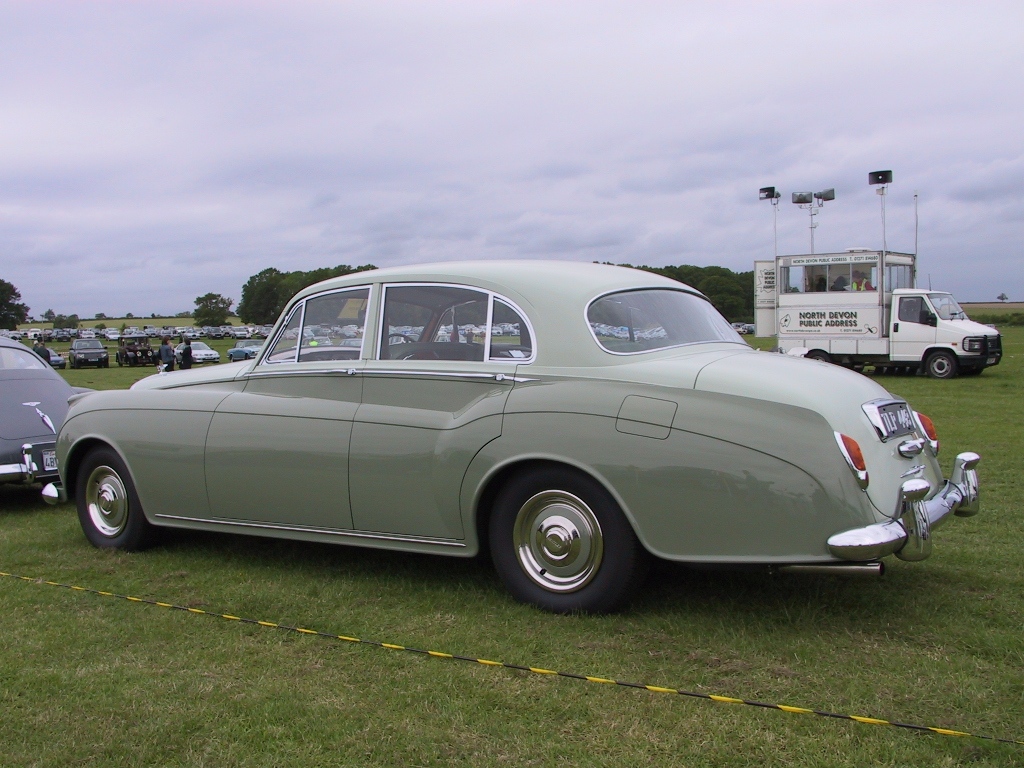
Berline Bentley S de 1957
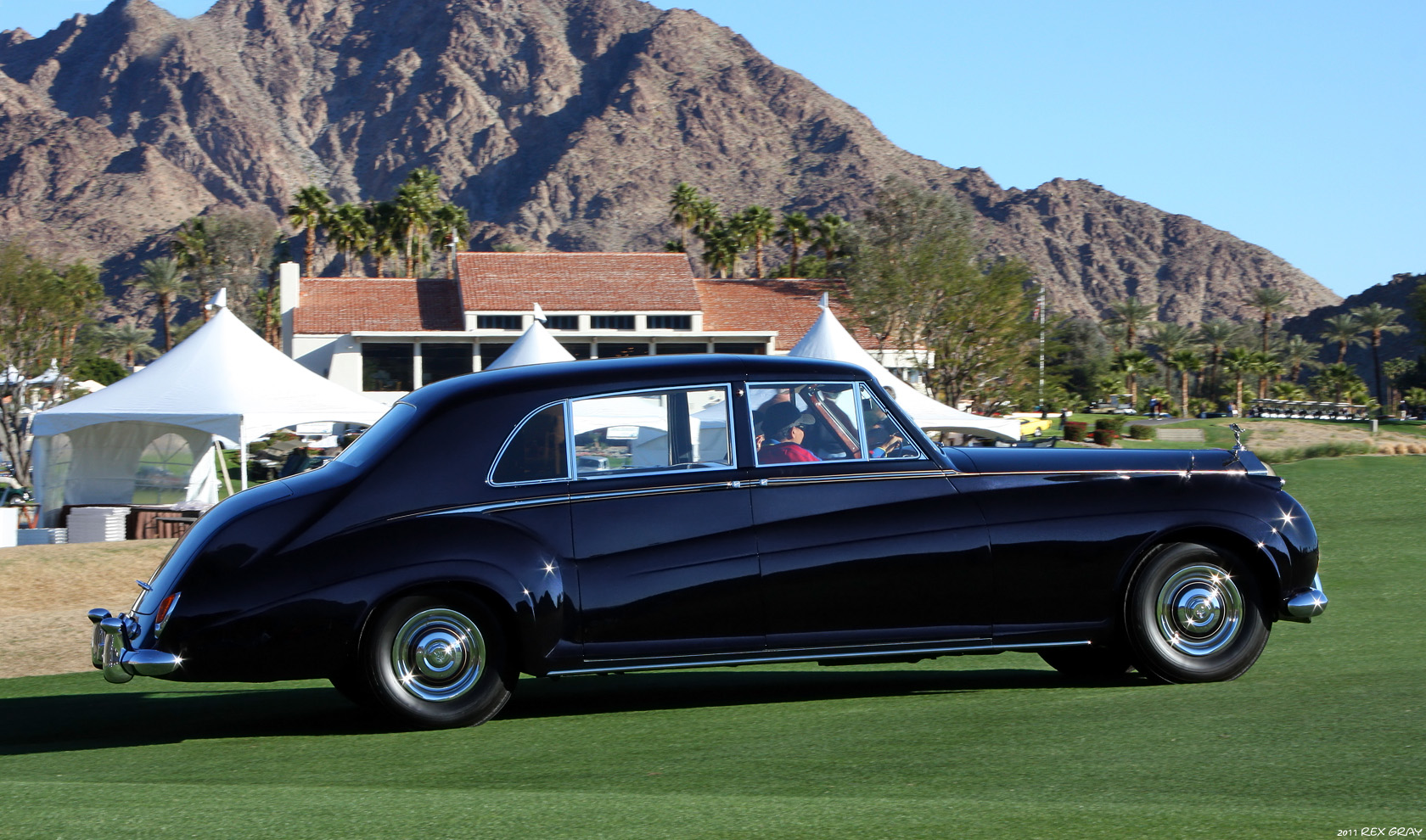
Limousine Rolls-Royce Phantom V de 1961
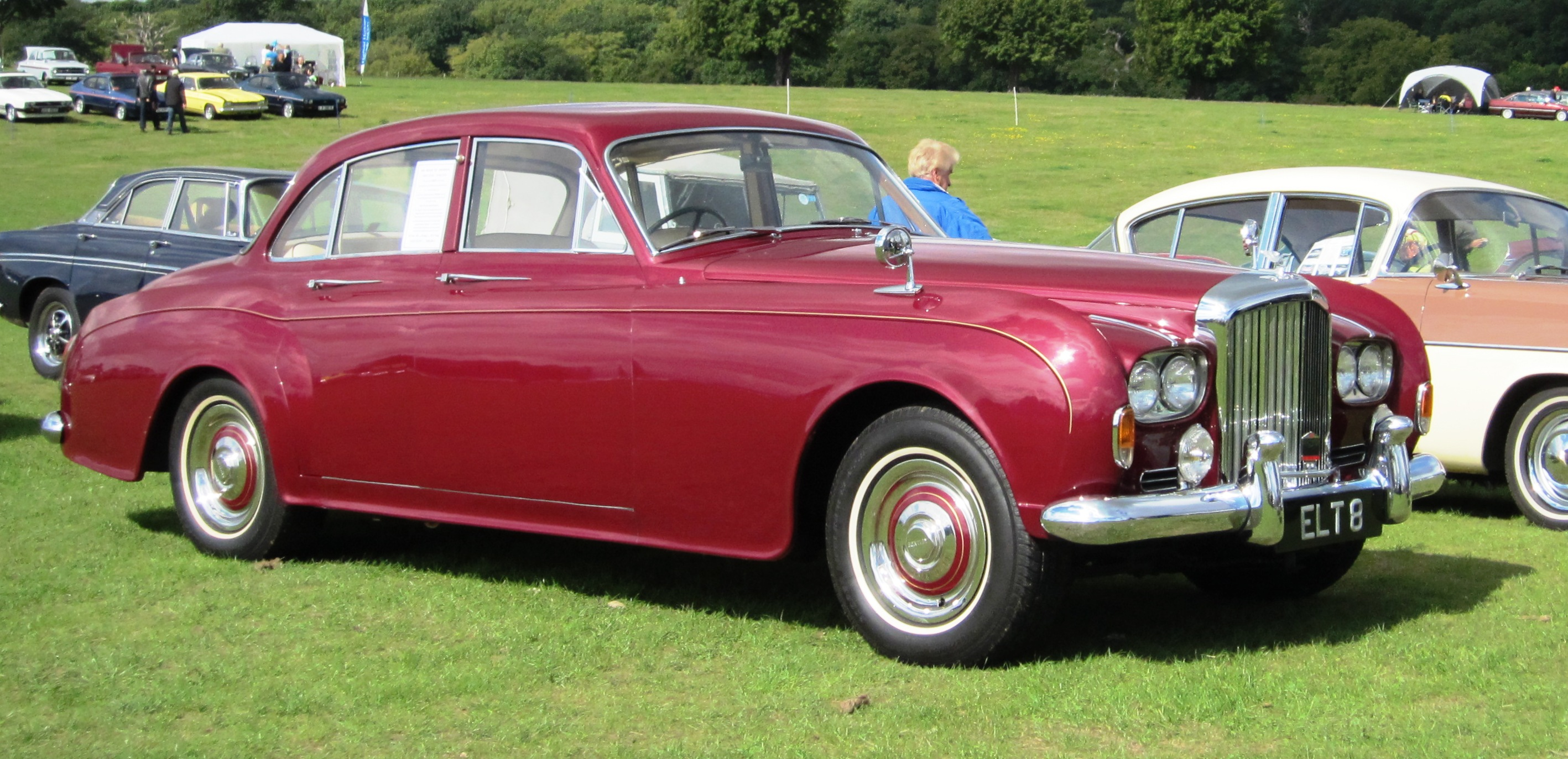
Berline Bentley Continental S3 de 1965
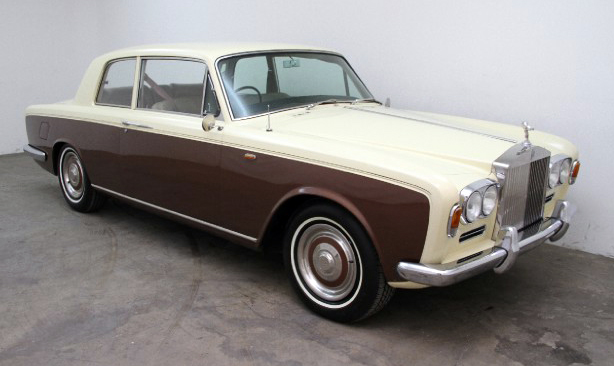
Coupé Rolls-Royce Silver Shadow de 1967